# Плюрісубгармонічна функція
Плюрісубгармнонічна функція — дійснозначна функція {\displaystyle u=u({\vec {z}})}, від {\displaystyle n}
комплексних змінних {\displaystyle {\vec {z}}=(z_{1},\;z_{2},\;\ldots ,\;z_{n})} в області {\displaystyle D} комплексного простору {\displaystyle \mathbb {C} ^{n}}, {\displaystyle n\geqslant 1}, яка задовольняє таким умовам:
1. {\displaystyle u(z)} є напівнеперервною зверху усюди в {\displaystyle D};
2. {\displaystyle u(z_{0}+\lambda a)} є субгармонічною функцією змінної {\displaystyle \lambda \in \mathbb {C} } в кожній зв'язаній компоненті відкритої множини {\displaystyle \{\lambda \in \mathbb {C} \mid z_{0}+\lambda a\in D\}} для будь-яких фіксованих точок {\displaystyle z_{0}\in D}, {\displaystyle a\in \mathbb {C} ^{n}}.

Функція {\displaystyle v(z)} називається плюрісупергармонічною функцією, якщо {\displaystyle -v(z)} є плюрісубгармнонічною функцією.

## Приклади
{\displaystyle \ln |f(z)|}, {\displaystyle |f(z)|^{p}} при {\displaystyle p\geqslant 0}, де {\displaystyle f(z)} — голоморфна функція в {\displaystyle D}.

## Властивості
- Плюрісубгармонічні функції є субгармонічними, але обернене твердження є вірним лише при {\displaystyle n=1.}
- Для того щоб напівнеперервна зверху в області D функція u була плюрісубгармонічною, необхідно і достатньо, щоб для будь-яких фіксованих, {\displaystyle z,a\in \mathbb {C} ^{n},\;|a|=1} існувало число {\displaystyle \epsilon =\epsilon (z,a)>0} таке, що при {\displaystyle 0<r<\epsilon } виконується нерівність:

{\displaystyle u(z)\leqslant {\frac {1}{2\pi }}\int _{0}^{2\pi }u(z+r\mathrm {e} ^{i\theta }a)\,d\theta ,}
- Для функцій {\displaystyle u(z),} що належать класу {\displaystyle C^{2}(D),\;} {\displaystyle u(z)} є плюрігармонічною в D тоді і тільки тоді, коли ермітова форма:

{\displaystyle H_{z,u}(a,{\bar {a}})=\sum _{k,l=1}^{n}{\partial ^{2}u \over \partial z_{k}\partial {\bar {z}}_{l}}a_{k}{\bar {a}}_{l}}
є невід'ємно означеною для всіх {\displaystyle z\in D.}
Крім загальних властивостей субгармонічних функцій, для плюрісубгармонічних функцій справедливі наступні:
- {\displaystyle u(z)} є плюрісубгармонічною функцією в області {\displaystyle D} тоді і тільки тоді, коли {\displaystyle u(z)} — плюрісубгармонічна функція в околі кожної точки {\displaystyle z\in D};
- Лінійна комбінація плюрісубгармонічних функцій з додатними коефіцієнтами є плюрісубгармонічною функцією;
- Границі рівномірно збіжної і монотонно спадної послідовностей плюрісубгармонічних функцій є плюрісубгармонічними;
- Для будь-якої точки {\displaystyle z_{0}\in D} середнє значення

{\displaystyle \oint \limits _{S_{r}(z_{0})}u}
по сфері радіуса {\displaystyle r}, є зростаючою функцією по {\displaystyle r}, опуклою щодо {\displaystyle \ln r} на відрізку {\displaystyle 0<r<R}, якщо куля {\displaystyle B_{R}(z_{0})} повністю розміщена в {\displaystyle D};
- При голоморфних відображеннях плюрісубгармонічна функція переходить в плюрісубгармонічну;
- Якщо {\displaystyle u(z)} — неперервна плюрісубгармонічна функція в області {\displaystyle D}, {\displaystyle E} — замкнута зв'язана аналітична підмножина {\displaystyle D} і звуження {\displaystyle u|_{E}} досягає максимуму на {\displaystyle E}, то {\displaystyle u(z)=\mathrm {const} } на {\displaystyle E};
- Функція {\displaystyle u(z)} є плюрісубгармонічною в області D, тоді і тільки тоді, коли вона є границею спадної послідовності функцій {\displaystyle \{u_{k}\}_{k=1}^{\infty }}, де {\displaystyle u_{k}\in C^{\infty }} і для відповідних областей виконуються включення {\displaystyle D_{k}\subset {\bar {D}}_{k}\subset D_{k+1}} і також {\displaystyle \bigcup _{k=1}^{\infty }D_{k}=D.}